# Les Salles-de-Castillon
Les Salles-de-Castillon è un comune francese di 389 abitanti situato nel dipartimento della Gironda nella regione della Nuova Aquitania.

## Società

### Evoluzione demografica
Abitanti censiti